# Rudolf von Alt

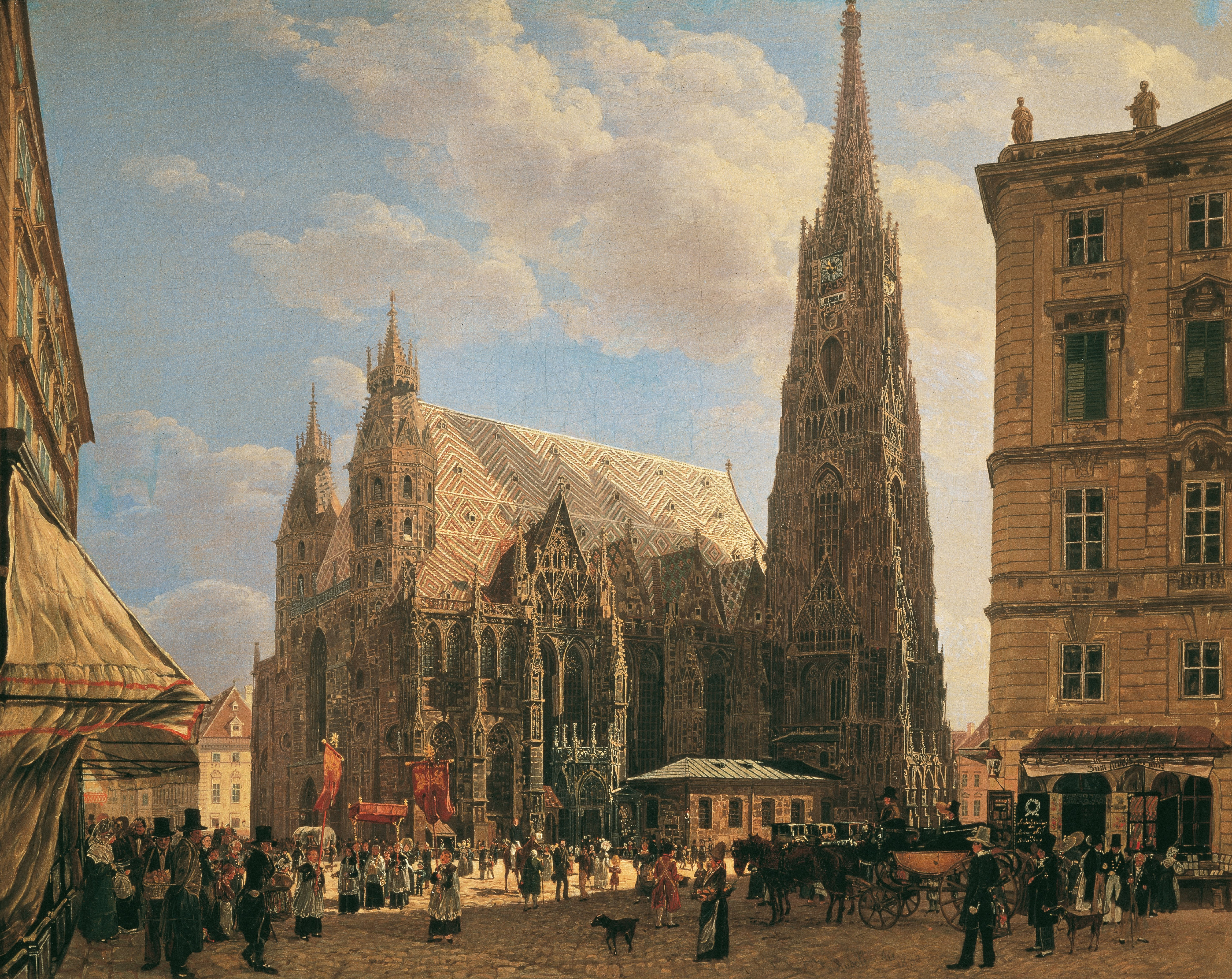
Vista de la Stephansdom, desde el Stock-im-Eisen, 1832

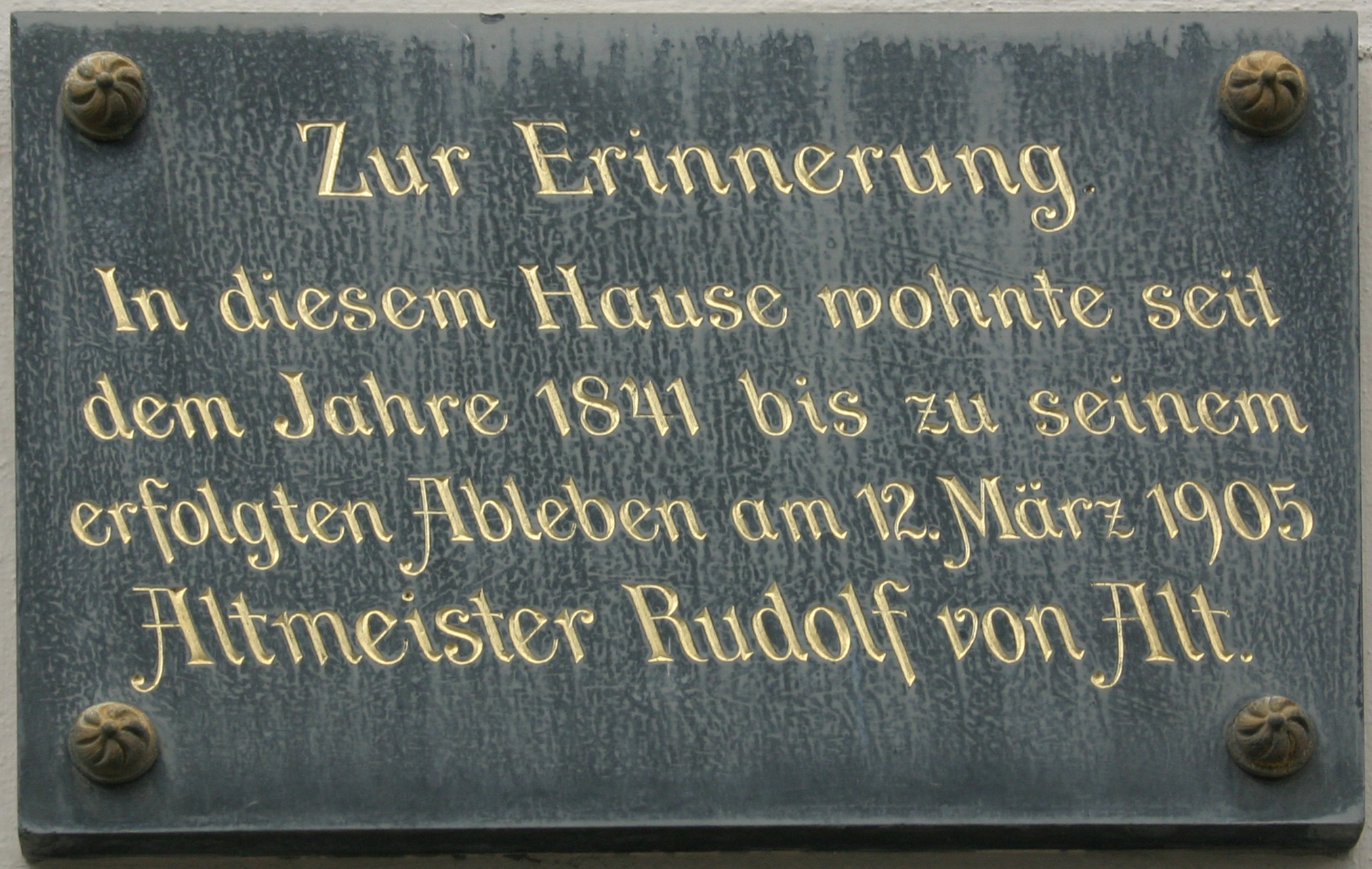
Placa conmemorativa de Rudolf von Alt en Viena

Rudolf Ritter von Alt (28 de agosto de 1812, Viena; †12 de marzo de 1905, Viena) fue un paisajista y pintor arquitectural austriaco. Nacido como Rudolf Alt, se llamó a sí mismo von Alt y llevó el título de Ritter (caballero) después de ganar nobleza en 1882.
Era el hijo del famoso litógrafo Jakob Alt (1789-1872). Estudió en la Akademie der bildenden Künste en Viena. Los viajes de senderismo por los Alpes austriacos y el norte de Italia despertaron en él el amor por los paisajes, y comenzó a pintar con pincel utilizando acuarelas en un estilo muy realista y detallado. En 1833, inspirado por una visita a Venecia y ciudades vecinas, también hizo una serie de pinturas arquitectónicas.
Alt demostró un notable talento para expresar ciertas peculiaridades en la naturaleza. Logró pintar la naturaleza auténticamente centrando la atención en las diferentes tonalidades del cielo, el tono de color del aire y la vegetación. Sus obras más tarde se acercaron al Impresionismo. Sus perspectivas sobre la arquitectura son interesantes, y escogió a menudo los objetos cotidianos como modelos para sus pinturas. La pintura de vistas interiores también se convirtió en uno de sus puntos fuertes, dándole notoriedad en Viena.
Visitó y trabajó durante un tiempo en Roma y Nápoles. También visita los lagos de Lombardía, Galitzia, Bohemia, Dalmacia, Baviera, volviendo varias veces a Italia. En 1863 se trasladó a Crimea a pintar algunas vistas de una finca de la emperatriz, y en 1867 va a Sicilia.
Su hermano menor Franz Alt, (n. 1821 en Viena) fue también pintor.
La mayoría de sus pinturas están en manos de diversos museos de Viena. La Albertina en Viena organizó una exposición retrospectiva de septiembre de 2005 a enero de 2006.
Está enterrado en el cementerio central de Viena (Grupo 14 A, Nr. 52).